# Тенонтозавр
Тенонтоза́вр (лат. Tenontosaurus; букв. «ящер с жесткими сухожилиями») — род растительноядных динозавров инфраотряда орнитопод, обитавших во времена раннего мелового периода (115—108 миллионов лет назад) на территории западной части Северной Америки. В ряде более ранних исследований этих динозавров причисляют к гипсилофодонтам или же рабдодонтидам. В настоящее время тенонтозавры большинством учёных относятся к примитивным игуанодонтам.

## Описание

T. telletti (красный) в сравнении с другими игуанодонтами и человеком

Тенонтозавр представлял собой орнитопода среднего размера. Достигал 6,5—8 метров в длину, около 2—3 метров в высоту, и имел массу 1—2 тонны. Передвигался на двух или четырёх конечностях, из которых задние были длиннее передних. Для него был характерен так называемый гравипортальный тип локомоции, когда животное из-за большой массы тела передвигается медленно и не способно к быстрому бегу. Обладал очень длинным и мускулистым хвостом, который превосходил в размерах длину тела и усиливался многочисленными сухожилиями, расположенными вдоль костей спины и хвоста. Передние конечности, которые были достаточно длинными, заканчивались пятипалой лапой.
Считается, что зубы тенонтозавра не были столь эффективны для жевания и измельчения растительной пищи, как у более поздних орнитопод, и, следовательно, механическая помощь оказывалась за счет потребления гастролитов. Часто среди остатков тенонтозавров находят зубы дейнонихов, которые, по всей видимости, на него и охотились, или, по крайней мере, обгладывали мёртвые туши. Другими потенциальными хищниками для тенонтозавров были акрокантозавры.

## Виды
К роду относятся два вида, Tenontosaurus tilletti, описанный Джоном Остромом в 1970 году и Tenontosaurus dossi, описанный Винклером (Winkler), Мюрри (Murry) и Якобсом (Jacobs) в 1997 году. Многие экземпляры Т. tilletti были собраны из нескольких геологических формаций всей западной части Северной Америки. Известно примерно 80 скелетов различных онтогенетических стадий, тафономических состояний, включая краниальные (черепные) и посткраниальные (часть скелета за исключением черепа) элементы и зубы.
О T. dossi известно только из нескольких экземпляров, собранных в горах Твин (Twin Mountain), штат Техас.
Tenontosaurus tilletti присутствует в романе Владимира Серебрякова и Андрея Уланова «Найденный мир».

## Систематика
Первоначально идентифицирован Джоном Остромом в 1970 году как игуанодонт из-за его сходства с Camptosaurus и Iguanodon, который лишь кратко описал посткраниальный скелет. Позднее посткраний T. tiletti был подробно описан Кэтрин Форстэр в 1990 году, дополняя подробные рисунки и описание черепа, предоставленные Остромом. Другие исследователи обнаружили, что Tenontosaurus является сестринским таксоном для группы, включающей семейство Dryosauridae и кладу Ankylopollexia. Ряд исследований обнаруживают тенонтозавра в различных положениях в группе таксонов уровня гипсилофодонтов или игуанодонтов, а в последнее время — в группе таксонов близко связанных с рабдодонтидами. Черепная анатомия тенонтозавра была впоследствии подробно переописана на основе исследования нескольких новых образцов и дополнена изображениями 3D-компьютерной томографии, которое показало, что это базальный игуанодонт.